# Энрике, Фелипе
Фели́пе Жозе́ дос Са́нтос Энри́ке (порт.-браз. Felipe Jose dos Santos Henrique; 8 июля 1993, Араракуара, штат Сан-Паулу, Бразилия), более известный как Фели́пе (порт.-браз. Felipe) — бразильский футболист, полузащитник, нападающий.

## Карьера
Начинал играть в 2012 году в клубе «Монти-Азул», в составе которого выступал до 2014 года. Зимой 2015 года был замечен селекционерами «Луча-Энергии» и приглашён на турецкий сбор команд, где с ним был подписан контракт. Родители были против его переезда в Россию, поэтому, фактически, Фелипе сбежал из дома. Проведя 6 матчей в первенстве, покинул команду из-за проблем с адаптацией в России. В 2016 году подписал контракт со «Спартаком» из Юрмалы, вместе с которым стал финалистом Кубка Латвии.

## Достижения
- Финалист Кубка Латвии: 2015/16